# 革命无产阶级军
革命无产阶级军（英語：Revolutionary Proletarian Army，缩写为RPA）是菲律宾历史上的一个共产主义准军事组织，由菲律宾革命工人党领导。1995年，由于意识形态分歧，新人民军内格罗斯地区委员脱离菲律宾共产党，组建菲律宾革命工人党。两个月后，1996年，菲律宾革命工人党建立革命无产阶级军。在马尼拉大都会活动的城市游击队亚历克斯·邦卡尧旅也脱离新人民军，并在1997年与革命无产阶级军结盟，组成“革命无产阶级军—亚历克斯·邦卡尧旅”。